# Eder Lima
Eder Fermino Lima, född 29 augusti 1984 i São Paulo, är en brasilienfödd rysk futsalspelare. Han spelar för brasilianska ACBF sedan 2022. Han vann även skytteligan i Världsmästerskapet i futsal 2012 med 9 mål och Europamästerskapet i futsal 2014 med 8 mål.